# Songs the Lord Taught Us
Az 1980-as Songs the Lord Taught Us a The Cramps debütáló nagylemeze. Szerepel az 1001 lemez, amit hallanod kell, mielőtt meghalsz című könyvben.

## Az album dalai
| 1. | T.V. Set                 | Lux Interior, Ivy Rorschach                   | 3:12 |
| 2. | Rock On The Moon         | Jimmy Stewart                                 | 1:53 |
| 3. | Garbageman               | Lux Interior, Ivy Rorschach                   | 3:37 |
| 4. | I Was a Teenage Werewolf | Lux Interior, Ivy Rorschach                   | 3:03 |
| 5. | Sunglasses After Dark    | Rorschach, Interior, Dwight Pullen, Link Wray | 3:47 |
| 6. | The Mad Daddy            | Lux Interior, Ivy Rorschach                   | 3:48 |

| 1. | Mystery Plane           | Lux Interior, Ivy Rorschach                     | 2:43 |
| 2. | Zombie Dance            | Lux Interior, Ivy Rorschach                     | 1:55 |
| 3. | What's Behind the Mask? | Lux Interior, Ivy Rorschach                     | 2:05 |
| 4. | Strychnine              | Gerry Roslie                                    | 2:24 |
| 5. | I'm Cramped             | The Cramps                                      | 2:37 |
| 6. | Tear It Up              | Johnny Burnette, Dorsey Burnette, Paul Burlison | 2:32 |
| 7. | Fever                   | John Davenport, Eddie Cooley                    | 4:17 |

## Közreműködők
- Lux Interior – ének
- Poison Ivy Rorschach – gitár
- Bryan Gregory – gitár
- Nick Knox – dob
- Booker C – orgona a Feveren

## Fordítás
Ez a szócikk részben vagy egészben a Songs the Lord Taught Us című angol Wikipédia-szócikk ezen változatának fordításán alapul.  Az eredeti cikk szerkesztőit annak laptörténete sorolja fel. Ez a jelzés csupán a megfogalmazás eredetét és a szerzői jogokat jelzi, nem szolgál a cikkben szereplő információk forrásmegjelöléseként.